# 제60회 미국 감독 조합상
제60회 미국 감독 조합상은 2007년 뛰어난 활동을 보인 영화 감독을 기리기 위해 2008년 1월에 열린 시상식이다.

## 수상 및 후보

### 감독상(영화부문)
- 노인을 위한 나라는 없다 - 에단 코언 외 1명 수상
- 인투 더 와일드 - 숀 펜
- 잠수종과 나비 - 줄리앙 슈나벨
- 데어 윌 비 블러드 - 폴 토마스 앤더슨
- 마이클 클레이튼 - 토니 길로이
- The 79th Annual Academy Awards - Louis J. Horvitz

### 감독상(TV영화부문)
- 내 심장을 운디드 니에 묻어다오 - 이브 시모노 수상
- The Bronx Is Burning - 제레미아 S. 체칙
- 더 컴퍼니 - 미카엘 살로먼
- Oprah Winfrey Presents: Mitch Albom's For One More Day - 로이드 크레이머
- 스타터 와이프 - 존 애브넷

### 감독상(심야드라마시리즈)
- 매드 맨 - 앨런 테일러 수상
- 로스트 - 잭 벤더
- 로스트 - 에릭 라누빌
- 소프라노스 - 데이빗 체이스
- 소프라노스 - 티모시 밴 패튼

### 감독상(코미디시리즈)
- 푸싱 데이지 - 베리 소넨필드 수상
- 30 락 - 마이클 엔글러
- 30 락 - 베스 맥카시-밀러
- 위기의 주부들 - 데이빗 그로스먼
- 갑판 - 데이빗 너터

### 감독상(뮤지컬버라이어티)
- The 61st Annual Tony Awards - 글렌 웨이스 수상
- The Colbert Report - 짐 호스킨슨
- The Daily Show - 척 오닐
- Late Show with David Letterman - 제리 폴리